# Новые Дома (Московская область)
Новые Дома — посёлок в составе городского округа Электросталь Московской области России. До 1 января 2018 года входил в сельское поселение Стёпановское Ногинского района.

## Население
| 2002 | 2006  | 2010  |
| ---- | ----- | ----- |
| 1821 | ↘1729 | ↘1630 |

## История
Посёлок выделен из посёлка Фрязево в 2005 году. В посёлке Фрязево он занимал улицу Новые Дома. В КЛАДР в составе посёлка Новые Дома не учтены улицы, однако в качестве элементов адресной структуры перечислены три гаражно-строительных кооператива: Механизатор, Механизатор-2, Механизатор-3.

## Транспорт
Автобусное сообщение со станцией Фрязево. С автостанции Фрязево существует автобусное сообщение с городами Павловский Посад, Раменское, Электросталь и Ногинск.
От посёлка отходит грузовая железнодорожная линия ведущая на станцию Фрязево.

## Инфраструктура
В посёлке 4 административных здания: почта, сбербанк, администрация поселка, завод «Стройполимер», «Шмель — бетон», «АСКОН — Металл». Также в поселке есть пожарная часть МЧС, детский сад, начальная и средняя общеобразовательные школы.